# Khadija Mumtaz
Khadija Mumtaz (en malayalam : ഖദീജ മുംതാസ്) ou Khadeeja Mumthas, née en 1955 à Kattor en Inde, est une romancière en langue malayalam de l'État du Kerala. 
Elle est médecin de profession et est probablement mieux connue dans les cercles littéraires du Kerala pour son deuxième roman Barsa qui a remporté le prix Kerala Sahitya Akademi en 2010.

## Biographie

### Formation, carrière professionnelle
Née en 1955 à Kattoor dans le district de Thrissur, Khadeeja Mumtaz a effectué ses études de pré-diplôme (PDC) du St. Joseph's College, Irinjalakuda et a obtenu son diplôme MBBS du Calicut Medical College . Elle a une maîtrise en gynécologie, est médecin agréé et a travaillé au Calicut Medical College en tant que professeur en gynécologie et obstétrique. Elle a demandé sa retraite volontaire du service gouvernemental en juin 2013 pour protester contre son transfert du Calicut Medical College à la fin de son service.
Elle est actuellement vice-présidente de la Kerala Sahithya Akademy et est également sélectionnée comme membre du conseil académique de l'université de Thunchathezhuthachan Malayalam, à Tirur, au Kerala. Elle est également professeur invitée à O et G, au Malabar Medical College, Modakkallur, Kozhikode.

### Carrière littéraire
Khadija Mumtaz a commencé sa carrière littéraire avec Athmatheerthangalil Munginivarnnu, qui a été publié pour la première fois sous forme de roman en feuilleton dans Chandrika chaque semaine, puis sous forme de livre par l'éditeur Current Books en 2004. Khadija Mumtaz est devenue célèbre avec son roman Barsa publié en 2007, qui a été un grand succès critique et populaire. Le livre, qui a été salué par la critique pour sa présentation énergique mais humoristique des restrictions sous lesquelles les femmes musulmanes sont forcées de vivre, a été salué comme une étape importante dans la littérature malayalam. 
Il a remporté le prestigieux prix Kerala Sahitya Akademi pour l'année 2010. Le roman suivant de Khadija Mumtaz, Athuram, sorti le 28 janvier 2011 au 12e Festival international du livre à Cochin, a également reçu des critiques élogieuses. Selon l'écrivain renommé U.A. Khader, ce roman, après sa célèbre Barsa, était sûr de déclencher un type diversifié de lecture et d'interprétations car il traitait avec passion d'une sphère plus proche du Dr Mumthas par sa propre expérience de médecin. Selon U.A. Khader, « le style unique de narration qui se développe à travers les conflits internes des personnages est sûr de soutenir l'attention des lecteurs tout au long de l'œuvre ».
En 2012, elle a publié une collection d'essais sur la gynécologie intitulée Mathrukam. Elle a également publié un recueil de ses mémoires en tant que médecin sous le titre Doctor Daivamalla. Elle est également une chroniqueuse qui écrit des articles dans divers magazines.

## Œuvres
- Athmatheerthangalil Munginivarnnu (Roman, Livres actuels, Thrissur, 2004)
- Barsa (Roman, DC Books, Kottayam, 2007) Traduit en anglais, tamoul et kannada
- Docteur Daivamalla (Memoirs, DC Books, Kottayam, 2009)
- Athuram (roman, DC Books, Kottayam, 2010)
- Sargam, Samooham (Essais, Bookpoint, Kozhikode, 2011)
- Balyathil Ninnu Irangi Vanna Oral ( Nouvelles, Publications pour piano, Kozhikode, 2011)
- Mathrukam (Littérature scientifique, DC Books, Kottayam, 2012)
- Purushanariyatha Sthreemukhangal (Essais, Mathrubhumi Books, Kozhikode, 2012)
- Pirakkum munbe karuthalode (Science-fiction, Livres actuels, Thrissur, 2013)
- Neettiyezhuthukal (roman, DC Books, Kottayam, 2017)
- Naam Jeevitham Chuttedukkunnavar (Histoires courtes, Granma Books, Kozhikode, 2017)
- Khayalat (Articles, Publications Space Kerala, Kozhikode, 2017)
- Pranayam, Laingigatha, Sthree vimochanam (Articles, Olive Publications, Kozhikode, 2018)

## Récompenses
- 2008: Prix littéraire KV Surendranath pour Barsa
- 2010: Prix Kerala Sahitya Akademi pour Barsa
- 2010: Prix Cherukad pour Barsa
- 2018: Prix Thrissur Sahithya Vedi pour Neettiyezhuthukal